# إليك (أسطورة)
إليك (بالإنجليزية: Ilik)‏ السحلية من المواضيع الشائعة جدا عند الباتاك (سومطرا) سواء بين الكارو، حيث ترسم على جانبي الجدران القائمة في مداخل المنزل، أو بين التابا، حيث نجدها محفورة على الأبواب الخشبية وأغلفة الكتب المقدسة. وتؤلف أحد العناصر في بانثيون الباتاك وترمز للرفاهية وخصب الأرض والعالم السفلي.
والاسم مشتق من السنسكريتية ويشير إلى الطبيعة السحرية والمقدسة، لأنها أحد الأسماء التي يطلقها الهنود على كوكب جوبيتر (المشتري). تشكل جزء من الثالوث مع بورو سانیانغ ناغا (رب المياه الأفعوان). ويبدو أن هذا الثالوث أساسي في الديانة الباتاكية الإحيائية المسماة سیبیلیبیغو قبل أن يتحول الباتاك إلى الإسلام أو المسيحية. ترسم عادة برأسها المرفوع كأنها تخرج من العالم السفلي لتنضم إلى العالم الوسيط.